# Mauzé-sur-le-Mignon
Mauzé-sur-le-Mignon – miejscowość i gmina we Francji, w regionie Nowa Akwitania, w departamencie Deux-Sèvres.
Według danych na rok 1990 gminę zamieszkiwało 2378 osób, a gęstość zaludnienia wynosiła 101 osób/km² (wśród 1467 gmin regionu Poitou-Charentes Mauzé-sur-le-Mignon plasuje się na 113. miejscu pod względem liczby ludności, natomiast pod względem powierzchni na miejscu 295.).